# Ташо Гиздаров
Ташо Гиздаров (Тошо Гизарев) е български революционер от армънски произход, деец на Вътрешната македоно-одринска революционна организация и на Вътрешната македонска революционна организация.

## Биография
Ташо Гиздаров е роден на 9 януари 1884 година в ениджевардарското село Ливада, тогава в Османската империя, днес в Гърция. Присъединява се към ВМОРО, като изпълнява куриерски поръчки на войводите Ичко Димитров - Гюпчев и Христо Аргиров - Чауша. През 1912 година след организационно решение убива турския шпионин Бекаша и гъркоманина Нешо от Енидже Вардар, след което е осъден на шест години затвор в Еди Куле, Солун. Бяга успешно и става четник при Ичко Димитров. Загива в сражение на Каймакчалан с гръцка или сръбска войска заедно с Георги Вълканов Мъската на 16 октомври 1933 година.